# Port lotniczy Esquel
Port lotniczy Esquel (IATA: EQS, ICAO: SAVE) – port lotniczy położony w Esquel, w prowincji Chubut, w Argentynie.

## Linie lotnicze i połączenia
- Aerolíneas Argentinas (Buenos Aires-Jorge Newbery)